# Kun Barna
Kun Barna, Kún Barnabás (Pálfalva (Nógrád megye), 1839. május 25. – Szirák, 1918. április 19.) királyi járásbíró, műfordító.

## Élete
Kun István és Cserniczki Stefánia református vallású szülők gyermeke. Középiskoláit Losoncon, Besztercebányán, Pesten és Nagykőrösön, a jogot pedig a pesti egyetemen végezte. 1866 és 1877 között királyi táblai jegyző volt. 1887-ben letette a köz- és váltóügyvédi vizsgát. Mint ügyvéd működött Salgótarjánban 1872. január 1-ig; ekkor nevezték ki királyi aljárásbírónak, 1875-ben járásbírónak Szirákon (Nógrád megye). Halálát tüdőgyulladás okozta. Felesége Höpner Etel volt, aki elhunyt 1917. január 29-én, 69 éves korában Szirákon.
Cikkei (Kun Béla névvel) az Arany Szépirodalmi Figyelőjében (1861-62. A finnek hitregéi és mondái), a Hölgyfutárban (1863. II. 72-74. szám. A jó szerense üldözöttje, Lucas Ipoly után), a Külföldben, az Uj Időkben és az Arad és Vidékében jelentek meg.

## Fordításai
- A véres marquisnő. Legenda a nagy világból. Dash grófnő után ford. Pest, 1865. Két kötet.
- Code Napoleon. Franczia polgári törvénykönyv. Ford. Uo. 1866.

### Franz Hoffmannután fordította németből Kun Béla név alatt
- Inka kincse. Pest, 1862.
- Próbák. Pest, 1862.
- Loango. Pest, 1862.
- Mylord Cat. Pest, 1863.
- Anyai szeretet. Pest, 1863.
- Királyfi. Pest, 1863. (3. kiadás Pest, 1897. 4 acélmetszettel).
- Szenvedések iskolája. Pest, 1863.
- A hit szíve. Pest, 1863.
- A szenvedések iskolája. Pest, 1865.
- A testvérek. Pest, 1865.
- A magas északon. Pest, 1865. (1875., 4. k. 1895. 4 acélmetszettel).
- Hűség és álnokság. Pest, 1865.
- A milliomos, Budapest, 1875. (4. kiadás. Budapest, 1886. 4 acélmetszettel).
- A szokás hatalma. Budapest, 1875.
- Életbiztosítás. Budapest, 1875. Budapest, 1875. (5. kiadás. Budapest, 1891. 4 acélmetszettel).
- A becsület útja. Budapest, 1875.
- Vidor Ferkó. Budapest, 1876.